# Tupac: Resurrection
Tupac: Resurrection es un documental sobre la vida y muerte del rapero Tupac Shakur. Fue nominado a los Premios Óscar de 2003. El documental, dirigido por Lauren Lazin y distribuido por Paramount Pictures, está narrado por el propio Tupac Shakur. Fue estrenada en los cines el 16 de noviembre de 2003 y se mantuvo hasta el 21 de diciembre. La película ha recaudado 7,7 millones de dólares, convirtiéndose en el 10.º documental más exitoso económicamente en los Estados Unidos desde 1982.